# Puccinia eutremae
Puccinia eutremae är en svampart som beskrevs av Lindr. 1902. Puccinia eutremae ingår i släktet Puccinia och familjen Pucciniaceae.   Inga underarter finns listade i Catalogue of Life.